# 伯尼察鄉
45°27′N 23°16′E / 45.450°N 23.267°E
伯尼察鄉（羅馬尼亞語：Comuna Bănița, Hunedoara），是羅馬尼亞的鄉份，位於該國西部，由胡內多阿拉縣負責管轄，面積79平方公里，海拔高度756米，2007年人口1,304，人口密度每平方公里17人。